# Túlio Lustosa Seixas Pinheiro
Túlio Lustosa Seixas Pinheiro (sinh ngày 25 tháng 4 năm 1976) là một cầu thủ bóng đá người Brasil.

## Sự nghiệp câu lạc bộ
Túlio Lustosa Seixas Pinheiro đã từng chơi cho Oita Trinita.

## Thống kê câu lạc bộ

### J.League
| Đội          | Năm       | J.League | J.League | J.League Cup | J.League Cup | Tổng cộng | Tổng cộng |
| Đội          | Năm       | Trận     | Bàn      | Trận         | Bàn          | Trận      | Bàn       |
| ------------ | --------- | -------- | -------- | ------------ | ------------ | --------- | --------- |
| Oita Trinita | 2005      | 14       | 1        | 0            | 0            | 14        | 1         |
| Oita Trinita | 2006      | 30       | 2        | 6            | 0            | 36        | 2         |
| Tổng cộng    | Tổng cộng | 44       | 3        | 6            | 0            | 50        | 3         |